# MÁVAG

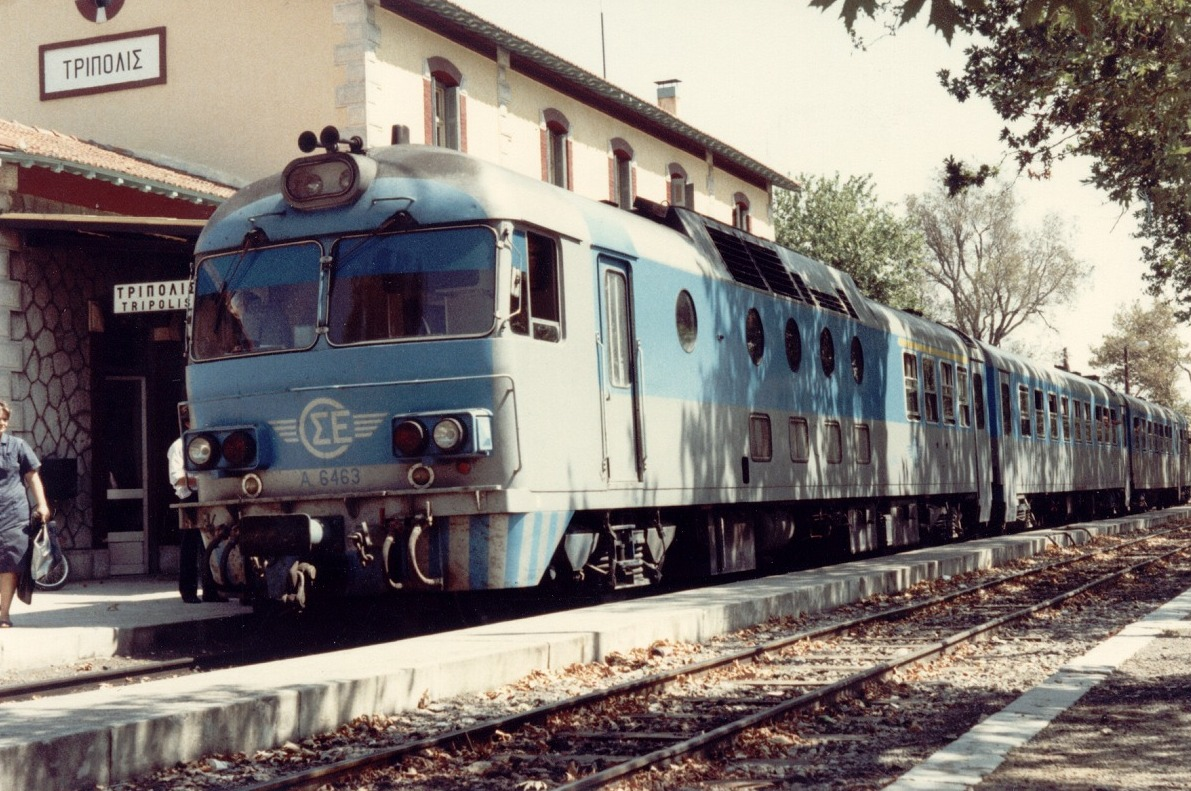
Autorail Ganz-MÁVAG, pour voie métrique, en gare de Tripoli (Grèce) en 1988

MÁVAG (acronyme, en hongrois de : Magyar Királyi Állami Vas-, Acél- és Gépgyárak, « Manufactures de machines, aciéries et fonderies royales de l'État ») est un constructeur hongrois de matériel roulant ferroviaire. 

## Histoire
Il s'agit de la plus grande entreprise hongroise de construction mécanique au XIXe siècle avec les Csepel Művek (Usines de Csepel, île sur le Danube à côté de Budapest).
MÁVAG est au départ propriété du Royaume de Hongrie puis, après la Seconde Guerre mondiale, l'entreprise est nationalisée. Le terme "Királyi" ("Royal") est alors supprimé de son intitulé complet.
Pendant la Seconde Guerre mondiale, MÁVAG participe à l'effort de guerre hongrois, en fabriquant entre autres des chars, comme le Turán ou le Zrínyi.
En 1959, l'entreprise prend le nom de Ganz-MÁVAG, après sa fusion avec les Compagnies Ganz.

## Les ateliers
L'entreprise employait des milliers d'ouvriers à Budapest. Les ateliers se trouvaient dans le 8e arrondissement de Budapest, bordés par les rues suivantes : Kőbányai, Hungária, Vajda Péter et Orczy. Ils étaient voisins de ceux de la Ganz motor- és vagongyár (Usine de moteurs et wagons Ganz), qui fabrique des locomotives Diesel et des wagons de luxe destinés à l'exportation, créée par Ábrahám Ganz.

## La production
Les productions les plus renommées de MÁVAG sont ses locomotives à vapeur. La première sort des ateliers en 1873 et la fameuse locomotive 424 (en), vedette des réseaux ferrés d'Europe centrale durant l'entre-deux-guerres, est produite à partir de 1924. 
Jusqu'en 1959, l'entreprise fabrique 7 578 locomotives. En 1986, lors du 1000e anniversaire de la fondation de la Hongrie, la 1000e locomotive sortie de l'atelier est exposée au public. 
La production est depuis longtemps fortement destinée à l'exportation. Dès 1900, les locomotives partent pour l'Italie, la Roumanie, puis l'Égypte, l'Inde, la Yougoslavie et même la Corée. Après 1945, l'entreprise exporte ses locomotives Diesel vers l'URSS : en 1961, le modèle Д1 (en) connaît un grand succès dans ce pays.